# Steve McCall
Steve McCall (Carlisle, 15 ottobre 1960) è un allenatore di calcio ed ex calciatore inglese, di ruolo centrocampista.

## Carriera

### Giocatore

#### Club
Cresciuto nel settore giovanile dell'Ipswich Town disputò in prima squadra più di 300 partite giocandone 166 consecutivamente. Vinse la storica Coppa UEFA 1980-1981 disputando entrambe le finali contro l'AZ Alkmaar.  Nel 1987, dopo nove stagioni nei The Blues, si trasferì nel Sheffield Weds.

## Palmarès

### Club

#### Competizioni nazionali
- Coppa di Lega inglese: 1

Sheffield Wednesday: 1990-1991

#### Competizioni internazionali
- Coppa UEFA: 1

Ipswich Town: 1980-1981